# Nauki z Góry Błogosławienia
Nauki z Góry Błogosławienia (ang. Thoughts from the Mount of Blessing) – książka autorstwa Ellen G. White omawiająca na podstawie przekazów nowotestamentowych ewangelii Kazanie na górze wygłoszone przez Jezusa Chrystusa. Autorka poddaje analizie każdy werset Kazania, dzieląc się przemyśleniami na temat poszczególnych wypowiedzi Chrystusa. Książka napisana prostym językiem, zawiera w sobie najważniejsze nauki Nowego Testamentu, jak łaska Boża, miłość braterska, modlitwa, przykazania Boże, zbawienie przez wiarę czy chrześcijański charakter, wyprowadzając je z ustępów Kazania na Górze.

## Treść
- Wzgórze
- Błogosławieństwa
- Duch zakonu
- Istota prawdziwego nabożeństwa
- „Ojcze nasz”
- Nie sądzić, lecz czynić

## Wydania w języku polskim
- Rozmyślania z Góry Błogosławienia, Hamburg 1914
- Rozmyślania z Góry Błogosławienia, Hamburg 1919
- Nauki z Góry Błogosławienia, Warszawa 1960
- Nauki z Góry Błogosławienia, Warszawa 1980
- Nauki z Góry Błogosławienia, Warszawa 1989